# Medicine Wheel

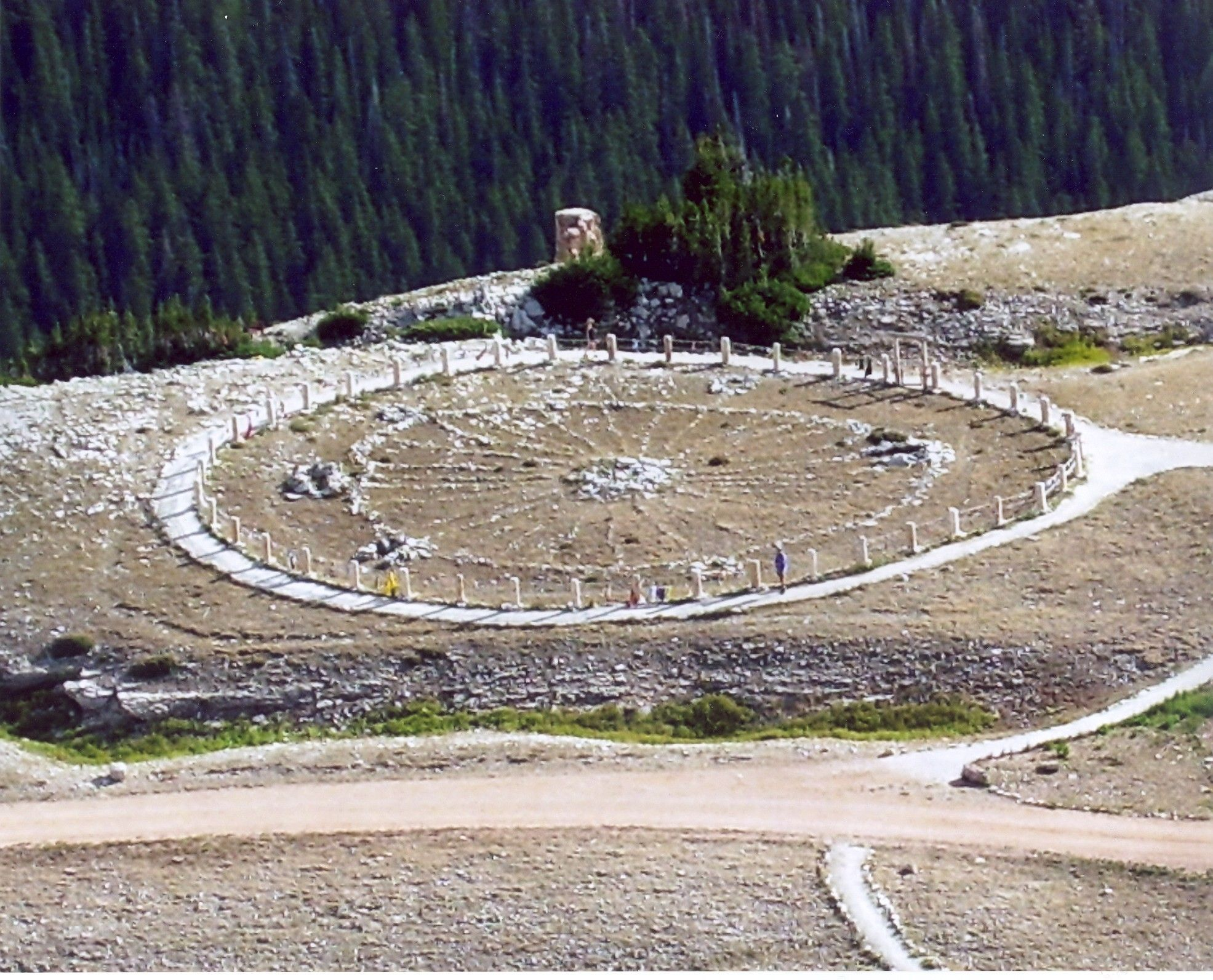
Luftbild des Medicine Wheel National Historic Landmark, Wyoming

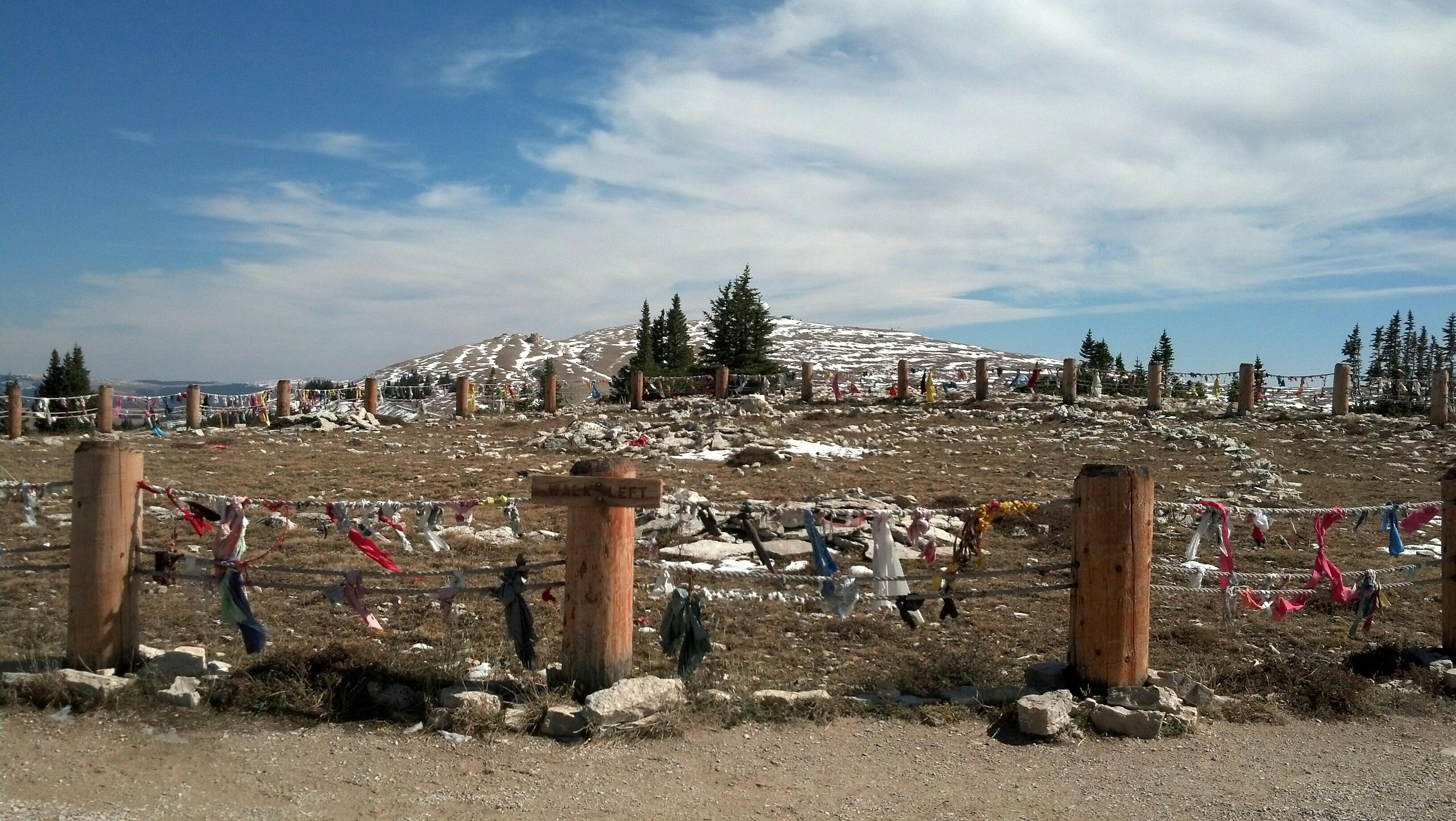
Das Medicine Wheel National Historic Landmark vom Boden

Ein Medicine Wheel (dt:. Medizinrad) ist ein heiliger Ort mehrerer Kulturen der Prärieindianer. Sie liegen in den nördlichen Great Plains, im Norden der Vereinigten Staaten und im Süden Kanadas. In stilisierter Form wird das Medizinrad insbesondere von den Lakota als religiöses Symbol verwendet. Als Symbol wurde es auch in esoterischen Kreisen aufgegriffen, insbesondere in der Variante von Sun Bear.

## Erscheinungsbild und Verbreitung
In den Great Plains gibt es mehrere zehntausend Steinformationen der indianischen Urbevölkerung. Als Medicine Wheels gelten solche, die mindestens zwei der folgenden Merkmale aufweisen: Einen Steinhaufen als zentrale Nabe, einen oder mehrere (oft konzentrische) Kreise und mindestens zwei speichenförmige Steinreihen. Von diesem Typus sind etwa 135 (je nach Interpretation bei starker Zerstörung) bekannt, alleine 66 liegen in der kanadischen Provinz Alberta. Weitere sind aus Wyoming, Montana, South Dakota und Saskatchewan bekannt. 
Der bekannteste Fundort ist das Big Horn Medicine Wheel im Bighorn National Forest, einem Nationalforst, in den Bighorn Mountains zwischen Powell und Sheridan im Bundesstaat Wyoming. Es hat einen Durchmesser von ca. 23 m und 28 Speichen und wird auf zwischen 1400 und 1700 datiert. Es wurde im Mai 1970 als National Historic Landmark ausgewiesen und wird vom U.S. Forest Service betreut.

## Bedeutung
Medicine Wheels wurden auf ein Alter von bis zu 5000 Jahren datiert, einige wurden jedoch noch in historischer Zeit nach dem Kontakt mit Weißen angelegt. Diese jüngsten Medicine Wheels stammen von den Blackfoot und wurden vermutlich im Rahmen von Zeremonien nach dem Tod eines prominenten Kriegers angelegt. Einige Wheels scheinen über lange Zeiträume benutzt und eventuell auch erweitert worden zu sein. Sie könnten mit dem Sonnentanz in Verbindung stehen. Darüber hinausgehende kultische Funktionen und Bedeutungen sind verlorengegangen. Heutige Indianerkulturen bewahren sie als traditionelle Kultstätten ihrer Vorfahren und betrachten sie als heilige Orte. Der Wortbestandteil „Medizin“ steht hier wie generell in der Kultur nordamerikanischer Indianer nicht für Heilkunde, sondern für die „geheimnisvolle, transzendente Kraft hinter allen sichtbaren Erscheinungen“.
Es gibt verschiedene Theorien über eine Konstruktion einiger Medicine Wheels als astronomische Instrumente. An einigen Standorte wurden Blickachsen vom Mittelpunkt zu anderen markanten Formen identifiziert, die in Richtung des Punktes, an dem die Sonne zur Sommersonnenwende aufgeht sowie anderen kalendarisch relevanten Orten laufen. In Valley City, North Dakota, wurden durch die örtliche Staatsuniversität ein Medicine Wheel und weitere Steinformationen im sogenannten Medicine Wheel Park angelegt, um die Möglichkeiten der Anlage als astronomisches Observatorium zu demonstrieren.

## Symbolik der Lakota
Bei den Lakota besteht das Medizinrad aus einem Reif mit vier Speichen. Die Zahl vier hat eine besondere Bedeutung in ihrer Mythologie, sie steht für die Himmelsrichtungen und die zentralen Werte woksape (Weisheit), woohitika (Tapferkeit), wowacintanka (Seelenstärke) und wacantognaka (Großzügigkeit) des Volkes. Häufig wird es mit Tiersymbolen verbunden. Das Rad wird in traditionellen Zeremonien verwendet und in jüngerer Zeit in künstlerischen Darstellungen als Symbol für das Volk und die Kultur verstanden.
Das Emblem der nach Häuptling Spotted Tail benannten Sinte Gleska University in Rosebud, South Dakota, verwendet das Medizinrad in traditionellen Farben des Volkes und mit einem zentralen Büffelschädel und vier Adlerfedern. Das Medizinrad der Lakota und die Steinsetzungen spielen in der dokumentarischen Miniserie „Into the West – In den Westen“ (2005) von Steven Spielberg eine visuelle Rolle, indem das Symbol ins Verhältnis zu Rädern am Planwagen der Weißen gesetzt wird, die hier als Synonym für den Expansions- und Fortschrittsdrang verwendet werden.